# Гандалф
 Тази статия е за литературния герой.  За музиканта вижте Гандалф (музикант).  
Гандалф или Гандалф Сивия (в оригинал: Gandalf the Grey) е персонаж и главен герой в романите на Дж. Р. Р. Толкин „Хобит“ и „Властелинът на пръстените“. Той е вълшебник и заедно със Саруман Белия, Радагаст Кафявия и Сините Вълшебници е един от петимата истари, изпратени да се противопоставят на Мрачния владетел Саурон в битката за Средната земя. Гандалф е и водач (за известно време) на Задругата на пръстена.
Етимологията на името Гандалф е обяснена от самия автор като директна заемка на често срещаното име в нордическите саги на персона или цар на име „Gandraelf“. Образа на „посивял старец“ автора обяснил с това че е искал да „извади“ този герой от действието на сюжета още в Силмармилион и за това така да се каже го е „състарил“. Случило се обаче че Гандалф, е заел важна роля в „Хобит“ и се превърнал в основен пресонаж във „Властелинът на пръстените“. Допуска се че името на Гандалф, е заето от английския автор Уилям Морис, в чиято книга „The Well at the World's End“ то се среща като „Гандолф“.

## История и произход (според творчеството на Толкин)
Много често в творчеството на Толкин посветено на Средната земя се срещат няколко думи или имена, определящи едно и също нещо или един и същи персонаж. Това възниква съвсем естествено поради многообразието от раси и култури в разказите на автора за Валинор и Средната земя – валари, елфи, хора, джуджета, орки и други. Тези раси си имат собствени езици, а някои дори повече от един. Думите „магьосник“ и „вълшебник“ са прозвища, дадени от хората на маярите (какъвто е Гандалф), тъй като повечето от тях не знаят нищо за произхода им. Според „Айнулиндале“, маярите са помощници и слуги на валарите в създаването на Арда. Тук думата „слуга“ никога не носи негативен смисъл, какъвто носи в българския език. Единствената по-близка дума до английската servant може би е „служител“, но тя би била още по-неподходяща в този жанр. Поради липса на по-подходяща дума, преводачът на български Любомир Николов – Нарви е използвал „слуга“, а евентуалният негативен заряд бързо се разсейва в хода на произведението.
 Внимание:  Текстът по-долу разкрива сюжета на произведението (или части от него)!

### Валинор
Истинското име на Гандалф във Валинор е Олорин и там той е бил маяр на Манве и Варда, но Толкин свързва името му с още двама Валари – Ирмо, в чиито градини е живял, и Ниена, покровителка на милостта, която му е дала опека. Смятан е за един от най-мъдрите маяри във Валинор, а подробностите около съществуването му във Валинор и неговите дела там са много малко. Толкин описва етимологията на името Олорин като произход от куенийската дума olori – мечта. Маярите, както и Валарите са същества – духове, които бихме могли да сравним с ангелите в християнството. Като такива, те могат сами да избират физическата си форма с която да се явят във видимия свят и да общуват един с друг. Когато нямат физическа форма, маярите остават невидими за всички раси, освен Валарите. Тези две особености – етимологията на името на Олорин и способността на маярите да бродят без физическа форма, Толкин свързва в едно: извор на вдъхновение за обитателите на Аман. Това е описано в един кратък пасаж в „Силмарилион“: 
Най-мъдър сред Маярите бил Олорин. Той също живеел в Лориен, ала пътят му често го водел към дома на Ниена, от която се учел на милост и търпеливост.
За Мелиан е разказано повече в „Куента Силмарилион“, ала за Олорин там не се споменава, защото макар да обичал елфите, той бродел сред тях невидим или под форма близка до тяхната, тъй че не знаели те откъде идват прелестните видения и мъдрите мисли, що сам Олорин влагал в сърцата им. В по-сетнешни той станал приятел с всички Чеда на Илуватар, жалел за техните скърби и който го слушал, мигом забравял покрусата и пропъждал виденията на мрака.

Тази черта от характера на Олорин остава непроменена във всички произведения, в които се появява. Дори и в Средната земя, където получава много имена, сред които Гандалф, той предпочита да помага със съвет и насока и никога със сила.

### Средната земя
В сборника „Недовършени предания“ (Unfinished Tales) става ясно, че Гандалф, както и другите четирима вълшебници, е дошъл в Средната земя около 1000 г. от Третата епоха. Пристигането им се свързва с „пробуждането“ на Саурон и желанието на валарите да помогнат на всички народи в борбата срещу надигащото се зло. На съвет, свикан от Манве по този въпрос той призовава всеки валар да назове свой помощник, когото да изпрати в Средната земя. Така всеки маяр, със своите знания и мъдрост в определена област натрупани в стотици години труд, да помогне на хора, джуджета и елфи в тежката борба срещу Саурон. Като пратеници на Валинор обаче, те трябвало да надянат човешки облик и да приемат всички трудности и предизвикателства, включително изкушенията да се отклонят от мисията си заради лични цели. Дори и в такъв облик тяхната „ангелска“ същност е достатъчно условие за силата и уменията им далеч над тези на хора и елфи. Въпреки това те нямали право да използват тези сили и да налагат волята си със сила или заплаха, а само със съвети и насоки. Поставянето в човешки тела и изпращането в Средната земя променя до голяма степен способностите им както и възприятието им за света. Толкин пояснява, че в този си облик те нямат ясен спомен за произхода си и Валинор е далечна земя, копнежът по която остава в умовете и сърцата им. В този образ те е трябвало да изучат всичко за Средната земя, за нейните народи – техните силни и слаби страни, география, природа.
За пръв път се появили в Средната земя около 1000 година на Третата епоха, ала дълго скитали в скромни одеяния като престарели, но крепки люде, скиталци и пътешественици, що сбирали знания за Средната земя и всички нейни обитатели, без да разкриват никому своите сили и замисли. Но когато сянката на Саурон почнала пак да се разраства и придобива форма, те станали по-активни, като непрестанно се мъчели да възпрат растежа на Сянката и да обяснят на елфи и люде каква заплаха ги дебне. Тогава сред човешкия род плъзнала на длъж и шир мълва за техните странствия и намесата им в редица дела; и проумели най-сетне хората, че те не умират, а си остават все същите (само малко по-състарени на вид) докато дедите и синовете човешки идвали и отминавали. Затуй, макар и да ги обичали, взели да се боят от тях, та сметнали, че ще да са от народа на елфите (с които наистина твърде често общували).

„Недовършени предания“, глава „Истарите“
Макар и същества с по-нисък ранг, маярите притежават идентични характеристики с тези на валарите. Като жители на Валинор те са безсмъртни и могат свободно да избират формата си при определени условия. Тъй като валарите (ж.р. валиери) са различни в уменията и знанията си, към всеки от тях има по един или няколко слуги и помощници – маяри. Например, Саруман е маяр на Ауле и поради това притежава умения в създаването на машини и механизми. Като маяр на Манве, Олорин е посочен лично от него като един от пратениците, макар да се съгласява с неохота подчертавайки страха си от Саурон.

Олорин пристига сам в Средната земя малко по-късно от останалите вълшебници облечен в сиви одежди. Още със стъпването си в Средната земя пазителят на заливите – Кирдан Мореплавателя усеща силата на духа му. Срещата е описана в допълненията към „Властелинът на пръстените“ и малко по-различно в „Недовършени предания“. На нея Кирдан дава огнения пръстен Нария (който е съхранявал да момента) на Гандалф. Като един от всевластните пръстени, заедно с Нения и Вилия, Нария дава на Гандалф допълнителна сила, от която той не се възползва по време на мисията си, освен в критични моменти. Името „Гандалф“ – елфът с жезъла, получава от хората в средната земя, които не знаели нищо за неговия произход и погрешно го определят като елф. Другите народи също му дават имена, като най-често сред тях се среща Митрандир (сивият странник). Във „Властелинът на пръстените“ Фарамир разказва на хобитите за сивия странник и какво му е казал той, запитан как е името му: 
Много са имената ми в разни страни – Митрандир сред елфите, Таркун за джуджетата; Олорин бях на младини в забравения Запад, на Юг — Инканус, на Север — Гандалф; на Изток не ходя.

#### Белият съвет
Раздвижването в Дол Гулдур и съмненията за появата на един от назгулите е главна причина за неспокойствието на Гандалф. Предприетото от него пътуване дотам разкрива това, което той е усещал вътрешно – че не назгул, а Саурон се е завърнал в Средната земя. На този етап Саурон е твърде слаб и се оттегля, но не след дълго се завъръща много по-силен. В тъмниците под крепостта Гандалф открива умиращо джудже, което му дава карта и ключ и споменава, че е притежавал всевластен пръстен. Гандалф съхранява тези предмети дълги години, предполагайки, че това е бил Траин II. Посещението на Гандалф в Дол Гулдур и разкриването на истинския му обитател водят до създаването на Белия съвет, защото става ясно, че само обединени усилия могат да се противопоставят на Саурон. По това време се заражда личният интерес на Саруман да открие Единствения пръстен и много от решенията му като най-високопставеният в Белия съвет са следствие на този му стремеж. След редица събития Белия съвет успява да изгони (но не и унищожи) Саурон от Дол Гулдур. След разкриването на козните на Саруман, Гандалф заема мястото му (вече) като Гандалф белия.

#### Походът към Еребор
Предхождащ хронологически и допълващ „Хобит“, „Походът към Еребор“ е кратка история публикувана в сборника „Недовършени предания“ . Той разказва за случайна среща между Гандалф и Торин Дъбощит, в странноприемницата „Скачащото пони“ в Брее. Гандалф отдавна предчувства предстоящата война със Саурон и наличието на жив дракон някъде в Средната земя е още по-тревожно. Сами по себе си драконите не служат никому и дори Саурон не би могъл да ги задължи да правят каквото и да било. Въпреки това те са зли и омразата им към всичко живо и особено към джуджетата биха били от голяма полза на Саурон по косвен начин. Цялата северна област би могла да бъде опостушена от Смог и Гандалф грабва случайността от срещата си с Торин. Торин, от своя страна, копнее да си възвърне завзетите от Смог земи и Еребор и отново да бъде крал под планината. В природата на Гандалф е никога да не разкрива намеренията си, донякъде поради причината, че голяма част от тях са интуитивни и произлизащи от маярската му същност.

#### „Хобит“ или „Дотам и обратно“
Съвсем кратка информация за това защо Гандалф се спира на хобитите и по-специално на Билбо се открива в „Приложения“ към „Властелинът на пръстените“. Гандалф е един от малцината, проявящи интерес към хобитите. Той проучва в големи подробности историята им, техните умения, а най-голямо впечатление му прави издържливостта им и способността им да се придвижват безшумно. От тях усвоява и пушенето на билката пушилист.
Без да каже нищо на Билбо, Гандалф успява да убеди Торин, че без помощта на хобит няма да могат да се справят с дракона Смог. Торин събира компания от дванадесет джуджета, които да поемат към Еребор и да убият Смог. Компанията пристига в дома на Билбо в Торбодън за изненада на Билбо, който не знае нищо за тези дела. Малко по-късно същата вечер се присъединява и Гандалф, разкривайки всички подробности около предстоящия поход към Еребор, предоставя картата и ключа, попаднали у него при посещението му в Дол Гулдур. По време на похода се натъкват на много премеждия, включително с три трола, в чиято пещера намират голямо съкровище натрупано от тях. В Тези съкровища Гандалф намира меча Гламдринг принадлежал преди това на Тургон – краля на древния град Гондолин, Торин намира и взима Оркрист, а Билбо малък кинжал, на когото след битката с големите паяци в Мраколес дава име – Жилото. Мечът остава в негово притежание до края на дните му в Средната земя. Дълбоко под пещерите на орките пък Билбо се натъква на Ам-гъл и намира Единствения пръстен.
Гандалф напуска компанията, за да се отправи към Дол Гулдур и с помощта на Белия съвет да изгонят завърналият се Саурон. Докато Гандалф е на мисия се случват много неща, които довеждат до смъртта на Смог и битката на петте армии, в която загива Торин Дъбощит.

### Властелинът на пръстените

#### Гандалф сивия
В „Задругата на пръстена“, Гандалф разкрива, че прекарва доста години пътувайки в Средната земя в търсене на информация за въздигането на Саурон и мистериозния пръстен на Билбо. Още като чува историята за намирането на пръстена разказана от самия Билбо, в него се пораждат съмнения относно достоверността ѝ. Билбо упорства, че го е спечелили честно в игра на гатанки от Ам-гъл и Гандалф не успява да изкопчи истината. През този период Гандалф се сприятелява с Арагорн и за пръв път открива странности в постъпките на Саруман, който отдавна е предприел собствен поход за намиране на Единствения пръстен. Гандалф прекарва известно време в Графството, засилвайки приятелството си с Билбо и Фродо – осиротелият племенник на Билбо и осиновен негов наследник, после отпътува. 
След дълго отсъствие Гандалф се завръща в Графството за 111-ия рожден ден на Билбо. В деня преди празненството двамата разговарят и Билбо разкрива на Гандалф своя план да напусне Графството след празненството за рождения си ден. Всъщност Билбо прави това насред празненството като шега към гостите си – произнася реч, сбогува се и слага Пръстена, който го прави невидим. Малко по-късно същата вечер двамата се срещат в дома на Билбо. Там, макар и трудно, Гандалф успява да убеди Билбо да остави Пръстена и да замине без него. Възниква кратък конфликт, в който Билбо разбира, че Пръстенът има много силна власт над него и че трябва да го остави. Това е един от моментите, в които хобитите показват волята и издържливостта си, заради които Гандалф дълбоко ги уважава.
През следващите 17 години Гандалф пътува много, търсейки допълнително знание и отговори за Пръстена. Намира някои от тях в свитъка на Исилдур, в архивите на Минас Тирит и съмненията му стават все по-силни, че пръстена на Билбо е Единствения пръстен. Гандалф разбира, че трябва да открие и разпита Ам-гъл, за да попълни липсващата информация. С много трудности Арагорн успява да го залови и доведе пред Гандалф. По време на изключително труден и дълъг разпит става ясно, че Ам-гъл е бил заловен и отведен в Барад Дур и подложен на жестоки мъчения, където е разкрил името на Билбо и „Графството“. Дълбокият интерес на от страна на властелина на Барад Дур към Ам-гъл и пръстена засилват още повече подозрението на Гандалф, че пръстенът на Билбо е Единствения всевластен пръстен, отсечен от ръката на Саурон. Гандалф се връща в Графството, за да потвърди подозренията си. След дълъг разговор с Фродо, Гандалф приканва Фородо да хвърли пръстена в огъня, което се оказва нелека задача за самия Фродо, който дори и да го е притежавал само за кратко едва устоява на силата на пръстена. След като е хвърлен в огъня древните надписи се разкриват и няма съмнение, че това е Единствения пръстен. Гандалф настоява Фродо да го занесе в Ломидол, защото само там, според него, може да се вземе решение за съдбата му. Към Фродо се присъединяват Самознай Майтапер - негов верен слуга, Мериадок Брендифук и Перегрин Тук – неразделни приятели. Междувременно, слугите на Саурон, които имат следа за това къде може да се намира пръстена претърсват цялото Графство за Билбо. Първоначалният план на Гандалф да придружи Фродо до Ломидол се проваля, когато отива за съвет при Саруман, който го пленява в кулата Ортанк. На тази среща Гандалф разбира за предателството на Саруман, който вече не е облечен в бяло, а в непрекъснато меняща цветовете си роба и се назовава Саруман многоцветния. Саруман се опитва да склони Гандалф да му помогне да открие пръстена и двамата да победят Саурон и да властват над Средната земя, но Гандалф твърдо отказва. Така Фродо, заедно със Сам, Мери и Пипин тръгват към Ломидол преследвани от съгледвачи и назгули. След Брее към тях се присъединява и Арагорн. Малко преди да достигнат до крайната си цел ги застигат назгулите, заедно с предводителя им. Гандалф е освободен от кулата Ортанк от краля на орлите Гуаихир и също се отправя към Ломидол по следите на хобитите. Малко преди Ломидол хобитите са застигнати от назгулите и Елронд (с помощ от Гандалф) успява да ги прогони.
В Ломидол се състои съвет на който присъстват представители на всички народи – хора, елфи, джуджета и хобити. На този съвет Гандалф разкрива предателството на Саруман и че без съмнение пръстенът у Фродо е не кой да е от всевластните пръстени, а Единствения пръстен на Саурон. Взима се решение пръстенът да бъде унищожен в Пукнатините на съдбата в Мордор. Фродо предлага доброволно да го занесе дотам – решение, както много други, вдъхновено от маярската същност на Гандалф. Той подчертава, че единствения шанс е не с армия, а с мъдрост и потайност да победят врага. С Фродо тръгват по един представител на всеки народ (и Гандалф) общо деветима спътници – „Задругата на пръстена“. Арагорн и Гандалф са предводители на отряда. След неуспешен опит да прекосят Мъгливите планини през прохода Карадрас, задругата е принудена да мине през Мория. На това място групата среща балрог – проклятието на Дурин, събудено от джуджутета докато копаели митрил дълбоко под планината. Това е мястото в което Гандалф използва цялата си сила като маяр, все пак доста ограничена заради смъртно тяло което обитава. Битката между двамата на моста на Хазад-дум завършва с пропадането на балрога в бездната. Докато пропада, един от камшиците му успява да се увие около Гандалф, вече много слаб, и да го повлече надолу. Преди да падне, Гандалф успява да извика към останалите да бягат с всички сили.
По-късно става ясно, че Гандалф и балрог са пропадали дълго до дълбоко езеро в подземния свят на Мория. Преследването на балрога и спорадични битки из тунелите на Мория продължава осем дни. От дълбините на планината се изкачват до върха Зиракзигил, където два дни и две нощи Гандалф се бие срещу балрога и в крайна сметка успява да го победи, но сам той също умира. Тялото му остава да лежи на върха, а духът му пътува „извън мисълта и времето“.

#### Гандалф белия
След смъртта на тленното си тяло Гандалф е „върнат обратно“ за да довърши мисията си макар и в по-различен облик. Гуаихир, владетелят на орлите, го отвежда в Лотлориен, където е излекуван от нараняванията си и преоблечен в бели дрехи от Галадриел. След това тръгва по следите на розпадналата се задруга и открива Арагорн, Гимли и Леголас в гората Ветроклин. Изначално те го мислят за Саруман защото е облечен в бяло, но той спира атаките им и се разкрива.
Заедно те тръгват към  Рохан, където разбират, че кралят на Рохиримите – Теоден е допълнително отслабен от влиянието на Грима Змийския език. Гандалф успява да премахне хватката на Змийския език и убеждава краля да се включи в битката срещу Саурон. През това време Саруман подготвя мащабно нападение срещу Рохан и всичките му жители бягат към крепостта Шлемово усое. Въпреки че успяват да устоят на атаката в началото, силите на Саруман успяват да проникнат и само появата на Гандалф и армията на Еомер спасяват хората и крепостта. След победата над Сарумановата армия, Гандалф, Теоден, Еомер, Гимли и още няколко се отправят към Исенгард, който междувременно е завзет от ентите. Останал в плен в кулата Ортанк и без изгледи за бягство Саруман излиза на един от балконите и използва силата на гласа си в отчаян опит да промени статуквото. Гандалф използва силата си и пречупва жезъла на Саруман от разстояние и го изключва от ордена на вълшебниците и от Белия съвет. Грима прави опит да убие Гандалф хвърляйки палантира на Ортанк, но пропуска и камъка пада на земята, където е намерен от Пипин, но бързо му е отнет от Гандалф. Групата напуска Исенгард с инструкция към Ентите да пуснат Саруман да върви накъдето пожелае без да го спират. Късно през една нощ и незнаейки за силата на палантирите, любопитният Пипин измъква камъка от спящия Гандалф и поглежда в него изправяйки се лице в лице със Саурон. Това създава известно напрежение между двамата и Гандалф взима хобита със себе си към Минас Тирит. Там Гандалф помага в организиране на защитата на града срещу предстоящото нападение от Сауроновите войски. Наместникът на града – Денетор, не приема добре и Гандалф, и полуръста, твърдейки че Гандалф иска да завземе властта над цялата Средна земя. Когато синът на Денетор – Фарамир е тежко ранен в битка, Денетор потъва в отчаяние и лудост в която замисля да изгори себе си и Фарамир. Останали без наместник, Гандалф заедно с принц Имрахил ръководи защитниците по време на обсадата на града. Когато силите на Мордор разбиват главната порта, Гандалф се изправя срещу предводителя на назгулите – Черният капитан, Кралят-чародей от Ангмар. В този момент пристигат рохирите, принуждавайки назгулите да се оттеглят. Гандалф се втурва да спаси Фарамир от Денетор – вече на клада с горяща факла в ръка. Фарамир е спасен, но Денетор загива.
Арагорн и Гандалф замислят стратегически ход, с който да отклонят вниманието на Саурон от Фродо и Сам, които в този момент напредват към Съдбовния връх, за да унищожат Единствения пръстен. С малка армия се изправят пред черната порта на Мордор – Моранон и предизвикват Саурон да се предаде. В отговор, през портите се излива огромна армия от орки, гоблини и тролове, което спечелва достатъчно време на двамата хобити да изпълнят задачата и да унищожат единствения пръстен. 
След като Саурон е низвергнат завинаги, Гандалф коронясва Арагорн като крал Елесар и му помага да намери фиданка на Бялото дърво на Гондор, което отново засаждат в Минас Тирит. След това придружава хобитите до границите на Графството, преди да се отклони към владенията на Том Бомбадил.
Две години по-късно Гандалф напуска Средната земя завинаги заедно с носителите на пръстена – Билбо и Фродо. Корабът отплава от Сивите заливи през морето към Безсмъртните земи, и на него са и Галадриел, и Елронд, както и конят му Сенкогрив.